# 西部方面情報保全隊
西部方面情報保全隊（せいぶほうめんじょうほうほぜんたい）は、陸上自衛隊健軍駐屯地に駐屯していた陸上自衛隊情報保全隊隷下の地方情報保全隊のひとつで2009年（平成21年）7月31日に廃止された。

## 沿革
- 2003年（平成15年）3月27日：西部方面情報保全隊が健軍駐屯地において部隊新編。
- 2009年（平成21年）7月31日：西部方面情報保全隊（健軍駐屯地）が廃止。

## 歴代隊長
| 代 | 氏名     | 在職期間                        | 前職                           | 後職                             |
| -- | -------- | ------------------------------- | ------------------------------ | -------------------------------- |
| 01 | 渡邊公博 | 2003年03月27日 - 2005年03月22日 | 中部方面総監部調査部調査課長   | 第19普通科連隊長                 |
| 02 | 中村太   | 2005年03月23日 - 2006年12月05日 | 陸上自衛隊富士学校特科部副部長 | 陸上自衛隊幹部候補生学校教育部長 |
| 03 | 米滿義人 | 2006年12月06日 - 2008年11月30日 | 陸上自衛隊幹部学校主任教官     | 情報本部                         |
| 末 | 氏原隆彦 | 2008年12月01日 - 2009年07月31日 | 第3特科隊長 兼 姫路駐屯地司令  | 自衛隊情報保全隊西部情報保全隊長 |